# 奧利亞斯特拉省
奧利亞斯特拉省（義大利語：Provincia dell'Ogliastra），原为意大利撒丁大区的一個省。面積1,854平方公里，2006年7月人58,026人，是全國人口最少的省份。下分23市鎮。首府拉努塞伊和托爾托利。
2016年奧利亞斯特拉省被取消，除了一个市镇外所有的市镇加入努奧羅省，而塞乌伊市镇则加入新成立的南撒丁省。

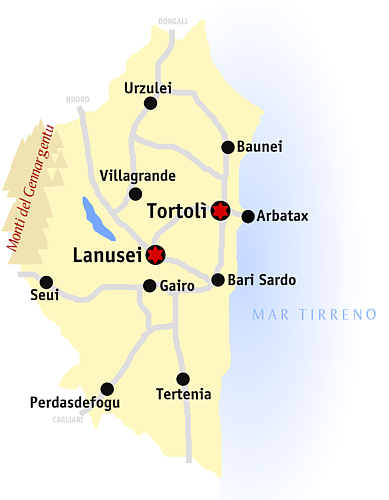
奧利亞斯特拉省的公路地图